# Antoni Chevrier
Antoni Chevrier, właśc. fr. Antoine Chevrier (ur. 16 kwietnia 1826, zm. 2 października 1879) – francuski kapłan, wyznawca i jałmużnik, duszpasterz ubogich i dzieci, założyciel Instytutu Prado (wspólnota kapłańska), błogosławiony Kościoła rzymskokatolickiego.

## Życiorys
W 1850 roku był wikariuszem w La Guillotiere w Lyonie, potem założył szkołę duchowną. Dzięki niemu powstały kongresy eucharystyczne.
Zmarł w opinii świętości mając 53 lata.
Został beatyfikowany przez papieża Jana Pawła II w dniu 4 października 1986 roku.